# Natação no Campeonato Europeu de Esportes Aquáticos de 2022 - 4x200 m livre misto
A prova do revezamento 4x200 metros nado livre misto da natação no Campeonato Europeu de Esportes Aquáticos de 2022 ocorreu no dia 16 de agosto no Foro Italico, em Roma na Itália. 

## Calendário
| Fase          | Data         | Hora  |
| ------------- | ------------ | ----- |
| Eliminatórias | 16 de agosto | 09:58 |
| Final         | 16 de agosto | 20:01 |

Todos os horários estão no horário local (UTC+1)

## Recordes
Antes desta competição, os recordes eram os seguintes:
|                       | Nacionalidade | Tempo   | Local     | Data               |
| --------------------- | ------------- | ------- | --------- | ------------------ |
| Recorde europeu       | Tempo alvo    | 7:22:33 |           |                    |
| Recorde do campeonato | Reino Unido   | 7:26.67 | Budapeste | 18 de maio de 2021 |

## Medalhistas
| Ouro | Prata | Bronze |
| Reino Unido · Thomas Dean · Matthew Richards · Freya Colbert · Freya Anderson · Kieran Bird* · Jacob Whittle* · Lucy Hope* | França · Hadrien Salvan · Wissam-Amazigh Yebba · Charlotte Bonnet · Lucile Tessariol · Roman Fuchs* · Giulia Rossi-Bene* | Itália · Stefano Di Cola · Matteo Ciampi · Alice Mizzau · Noemi Cesarano · Filippo Megli* · Linda Caponi* |

*Atletas que competiram apenas nas eliminatórias e receberam medalhas

## Resultados

### Eliminatórias
Esses foram os resultados das eliminatórias.
| Pos. | Bateria | Raia | Nacionalidade | Nadadores | Tempo   | Notas |
| ---- | ------- | ---- | ------------- | --- | ------- | ----- |
| 1    | 1       | 2    | França        | Roman Fuchs (1:48.04) Wissam-Amazigh Yebba (1:46.86) Giulia Rossi-Bene (2:02.39) Lucile Tessariol (2:01.53)       | 7:38.82 | Q     |
| 2    | 1       | 4    | Reino Unido   | Kieran Bird (1:49.64) Jacob Whittle (1:49.54) Lucy Hope (2:00.41) Freya Colbert (2:01.25)                         | 7:40.84 | Q     |
| 3    | 1       | 5    | Itália        | Matteo Ciampi (1:49.55) Filippo Megli (1:49.44) Noemi Cesarano (2:01.17) Linda Caponi (2:01.06)                   | 7:41.22 | Q     |
| 4    | 1       | 6    | Polónia       | Kamil Sieradzki (1:49.57) Mateusz Chowaniec (1:50.07) Marta Klimek (2:03.38) Aleksandra Polańska (1:58.31)        | 7:41.33 | Q     |
| 5    | 1       | 9    | Países Baixos | Stan Pijnenburg (1:51.99) Luc Kroon (1:49.26) Imani de Jong (2:00.20) Silke Holkenborg (2:00.06)                  | 7:41.51 | Q     |
| 6    | 1       | 8    | Hungria       | Gábor Zombori (1:50.33) Dániel Mészáros (1:49.02) Katinka Hosszú (2:01.99) Zsuzsanna Jakabos (2:00.53)            | 7:41.87 | Q     |
| 7    | 1       | 1    | Israel        | Denis Loktev (1:49.20) Bar Soloveychik (1:49.28) Daria Golovati (2:01.76) Lea Polonsky (2:03.82)                  | 7:44.06 | Q     |
| 8    | 1       | 0    | Dinamarca     | Andreas Hansen (1:50.02) Mikkel Gadgaard (1:51.13) Marina Heller Hansen (2:02.24) Caroline Wiuff Jensen (2:03.97) | 7:47.36 | Q     |
| 9    | 1       | 3    | Suécia        | Victor Johansson (1:49.32) Robin Hanson (1:50.14) Sofia Åstedt (2:03.53) Hanna Bergman (2:04.66)                  | 7:47.65 |       |
| 10   | 1       | 7    | Eslováquia    | František Jablčník (1:51.58) Richard Nagy (1:55.19) Nikoleta Trniková (2:07.01) Tamara Potocká (2:07.46)          | 8:01.24 |       |

### Final
Esse foi o resultado da final. 
| Pos.              | Raia | Nacionalidade | Nadadores | Tempo   | Notas |
| ----------------- | ---- | ------------- | --- | ------- | ----- |
| Medalha de ouro   | 5    | Reino Unido   | Thomas Dean (1:46.15) Matthew Richards (1:46.91) Freya Colbert (1:57.29) Freya Anderson (1:57.81)                 | 7:28.16 |       |
| Medalha de prata  | 4    | França        | Hadrien Salvan (1:47.63) Wissam-Amazigh Yebba (1:46.53) Charlotte Bonnet (1:56.39) Lucile Tessariol (1:58.70)     | 7:29.25 |       |
| Medalha de bronze | 3    | Itália        | Stefano Di Cola (1:47.00) Matteo Ciampi (1:47.69) Alice Mizzau (1:58.73) Noemi Cesarano (1:58.43)                 | 7:31.85 |       |
| 4                 | 7    | Hungria       | Richárd Márton (1:48.70) Dániel Mészáros (1:49.01) Nikolett Pádár (1:58.70) Lilla Minna Ábrahám (1:58.14)         | 7:34.55 |       |
| 5                 | 2    | Países Baixos | Luc Kroon (1:48.28) Stan Pijnenburg (1:48.93) Imani de Jong (1:58.93) Silke Holkenborg (1:58.54)                  | 7:34.68 |       |
| 6                 | 1    | Israel        | Denis Loktev (1:47.66) Bar Soloveychik (1:48.89) Daria Golovati (2:01.40) Anastasia Gorbenko (2:00.50)            | 7:38.45 |       |
| 7                 | 6    | Polónia       | Kamil Sieradzki (1:49.04) Mateusz Chowaniec (1:50.94) Aleksandra Knop (2:02.31) Aleksandra Polańska (1:59.00)     | 7:41.29 |       |
| 8                 | 8    | Dinamarca     | Andreas Hansen (1:50.73) Mikkel Gadgaard (1:51.17) Marina Heller Hansen (2:02.27) Caroline Wiuff Jensen (2:03.63) | 7:47.80 |       |

Legenda
| Recorde mundial       | Recorde mundial (World record)               |                       | Recorde africano                      | Recorde africano (African) |                                           | Q | Classificado por posição (Qualified) |
| Recorde do campeonato | Recorde do campeonato (Championship record)  | Recorde da América    | Recorde da América (Americas)         | q                          | Classificado por melhor tempo (Qualified) |   |                                      |
| Melhor marca do ano   | Melhor marca do ano (World leading)          | Recorde asiático      | Recorde asiático (Asian)              | DNS                        | Não largou (Did not start)                |   |                                      |
| Recorde nacional      | Recorde nacional (National record)           | Recorde europeu       | Recorde europeu (European)            | DNF                        | Não terminou (Did not finish)             |   |                                      |
| Recorde pessoal       | Recorde pessoal do atleta (Personal best)    | Recorde da Oceania    | Recorde da Oceania (Oceania)          | DSQ / DQ                   | Desclassificado (Disqualified)            |   |                                      |
| Recorde da temporada  | Recorde da temporada do atleta (Season best) | Recorde sul-americano | Recorde sul-americano (South America) | NM                         | Sem marca (No mark)                       |   |                                      |